# عبد الله الدنان
عبد الله مصطفى الدنان (18 ديسمبر 1931 – 21 ديسمبر 2022) باحث لغوي فلسطيني سوري، وروائي شاعر، ورائد تعليم الفصحى بالفطرة والممارسة، وسياسي وأحد المؤسسين الخمسة لحركة فتح مع كل من خليل الوزير، وعادل عبد الكريم ياسين، وياسر عرفات، وتوفيق شديد. أمضى أكثر من ستين عامًا في ميادين التربية معلمًا ومدرسًا وأستاذًا جامعيًّا ومدرِّبًا على المحادثة بالفصحى.

## ولادته وتحصيله
ولد أبو ياسر، عبد الله بن مصطفى الدنَّان في صفد، فلسطين عام 1931م. انتقل إلى سورية عام 1948م وأقام في دمشق،. حصل على الإجازة (بكالوريوس) في الأدب الإنجليزي من كلية الآداب في جامعة دمشق عام 1956م، ثم على دبلوم في التربية (أهلية التعليم الثانوي) من كلية التربية بجامعة دمشق عام 1957م.
ثم مضى إلى بريطانيا لمتابعة دراساته العليا، فحصل على شهادة (ماجستير) في التربية من جامعة لندن عام 1971م، ثم على شهادة (دكتوراه) في العلوم اللغوية التطبيقية من جامعة لندن أيضًا عام 1976م.

## عمله ووظائفه
عمل أستاذًا لمناهج وطرائق تدريس اللغة الإنكليزية في كلية التربية بجامعة الكويت 13 عامًا من سنة 1977- 1990م. ثم أستاذًا للعلوم اللغوية بجامعة صنعاء من 1991- 1992م.
أشرف على البحوث اللغوية واللغة العربية لبرنامج افتح يا سمسم، وألَّف له زُهاء ثلاثين أنشودة وقصيدة.
افتتح روضة

## نظرية تعليم اللغة العربية بالفطرة والممارسة
صاحب نظرية تعليم اللغة العربية بالفطرة والممارسة التي تهدف إلى القضاء على الضعف العام باللغة العربية في الوطن العربي. طبق نظريته بداية على ابنه «باسل» وابنته «لونة» فأتقنا التحدث باللغة العربية الفصحى السليمة والمعربة وهما في الثالثة من العمر.
أسس في الكويت «دار الحضانة العربية» عام 1988م، وفي سورية «روضة الأزهار العربية» عام 1992م لتعليم اللغة العربية للأطفال بالفطرة والممارسة لإنشاء أجيال عربية قارئة ومفكرة ومبدعة. صمم برنامجاً لتدريب المعلمين والمعلمات وغيرهم على المحادثة باللغة العربية الفصحى ويستغرق إعطاء هذا البرنامج اثني عشر يوماً، بواقع ساعتين ونصف يومياً.
انتشرت نظريته في تعليم اللغة العربية بالفطرة والممارسة في الأقطار العربية، وتبنته حتى الآن العديد من المدارس ومراكز التنمية. وقد قام بتدريب كل المعلمين والمعلمات في هذه المدارس والمراكز على المحادثة بالعربية الفصحى.

## مؤلفاته
نشر أكثر من ستين بحثاً وكتاباً في تعليم اللغة الإنجليزية، وتعليم اللغة العربية للأطفال، واللغويات الحاسوبية.
- رواية كويتية «يا ليلة دانة»
- رواية فلسطينية «خبز وبارود»
- اثنتي عشرة قصة للأطفال بعنوان «الحيوانات تفكر»
- كتاب «التيسير في قواعد اللغة العربية» الذي ضمنه مجموعات من القواعد الميسّرة التي يستخدمها في التدريب على المحادثة بالعربية الفصحى.
- كتاب «النظرية» وبه شرح نظرية تعليم اللغة العربية الفصحى للأطفال ماقبل المدرسة وإضاءات على نشأت النظرية وتفاعل العالم العربي معها.
- كتاب «المناضل الكبير الدكتور عادل عبد الكريم ياسين: حياته ونضالاته»، وقد صدر عام 2021.[3]

## وفاته

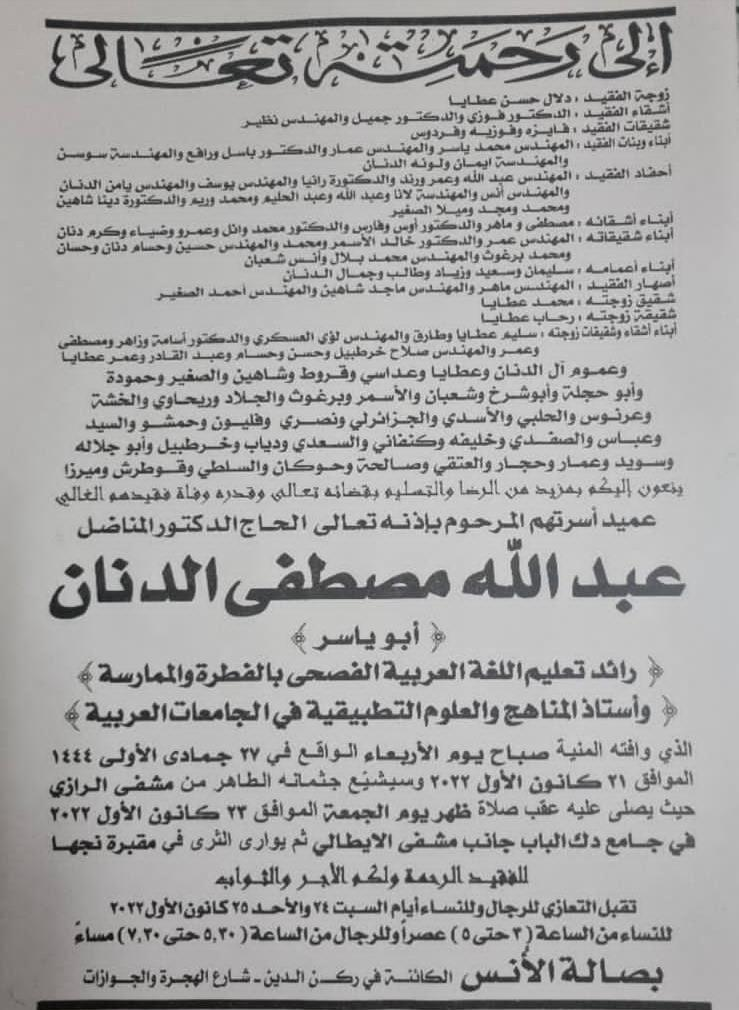
ورقة نعي عبد الله الدنَّان

توفي عبد الله الدنان في دمشق، صباح يوم الأربعاء 27 جُمادى الأولى 1444هـ الموافق 21 ديسمبر (كانون الأول) 2022م، وشُيِّع جُثمانه من مشفى الرازي في حي المِزَّة، وصُلي عليه في جامع دك الباب عقب صلاة الجمعة 29 جُمادى الأولى 1444هـ الموافق 23 ديسمبر 2022م، ودُفن في مقبرة نجها.
ونعاه رئيس دولة فلسطين محمود عباس، قائلًا: أنعَى إلى أبناء الشعب الفلسطيني، المناضلَ الوطني عبد الله الدنان أحدَ مؤسسي حركة فتح الأوائل، الذي انتقل إلى جوار ربه أمس الأربعاء في سوريا. وأثنى الرئيس على مناقب المناضل الوطني الكبير، الذي أفنى حياته في الدفاع عن حقوق شعبنا والنضال من أجل الحرية والاستقلال. وأعرب عن تعازيه الحارة لعائلة الفقيد ولأبناء شعبنا وأحرار العالم، سائلًا المولى عزَّ جلَّ، أن يتغمَّده بواسع رحمته ويسكنه فسيح جناته، ويلهم أهله وذويه الصبر والسلوان.

## وصلات خارجية
- شروح ونماذج لتطبيق نظرية تعليم اللغة العربية بالفطرة والممارسة